# Lâu đài Pembroke
Lâu đài Pembroke (tiếng Wales: Castell Penfro) là một lâu đài thời trung cổ ở Pembroke, phía Tây xứ Wales. Nằm cạnh sông Cleddau, tòa lâu đài đã trải qua các đợt phục chế quan trọng trong đầu thế kỷ 20. Lâu đài là nơi đặt trị sở ban đầu của lãnh địa bá tước của Pembroke.
Năm 1093, Roger của Montgomery đã xây dựng tòa lâu đài đầu tiên tại địa điểm này khi ông củng cố doi đất trong cuộc xâm lược Norman đối với xứ Wales. Một thế kỷ sau lâu đài này đã được Richard I. Marshall trao cho William Marshal, Richard I. Marshall sau đó trở thành một trong những người có quyền lực mạnh mẽ nhất ở nước Anh thế kỷ 12, ông đã cho xây dựng lại Pembroke bằng đá và đã tạo ra hầu hết các cấu trúc còn lại ngày nay.